# سیارک ۷۹۹۵
سیارک ۷۹۹۵ (به انگلیسی: 7995 Khvorostovsky، نامگذاری:1983PX) هفت هزار و نهصد و نود و پنجمین سیارک کشف شده‌است که در ۴ اوت ۱۹۸۳ کشف شد.
قدر مطلق سیارک برابر ۱۳٫۵۰ است.